# ابن باديس (فلم)
فيلم ابن باديس هو فيلم تاريخي جزائري، من إخراج المخرج السوري باسل الخطيب، ومن بطولة: يوسف سحيري وسارة لعلامة وعبد الحق بن معروف وحسان كشاش وآخرون.

## قصة الفيلم
يتناول الفيلم أبرز المحطات التي شهدتها حياة العلامة عبد الحميد بن باديس ومقاومته للمستعمر الفرنسي للجزائر (1830-1962)، وكذلك المؤامرات التي حيكت ضده من طرف العسكر الفرنسي، إلى جانب سرد محطات سفره إلى تونس من أجل طلب العلم.